# Série IK (métro de Berlin)
Pour les articles homonymes, voir IK.
 (janvier 2019).

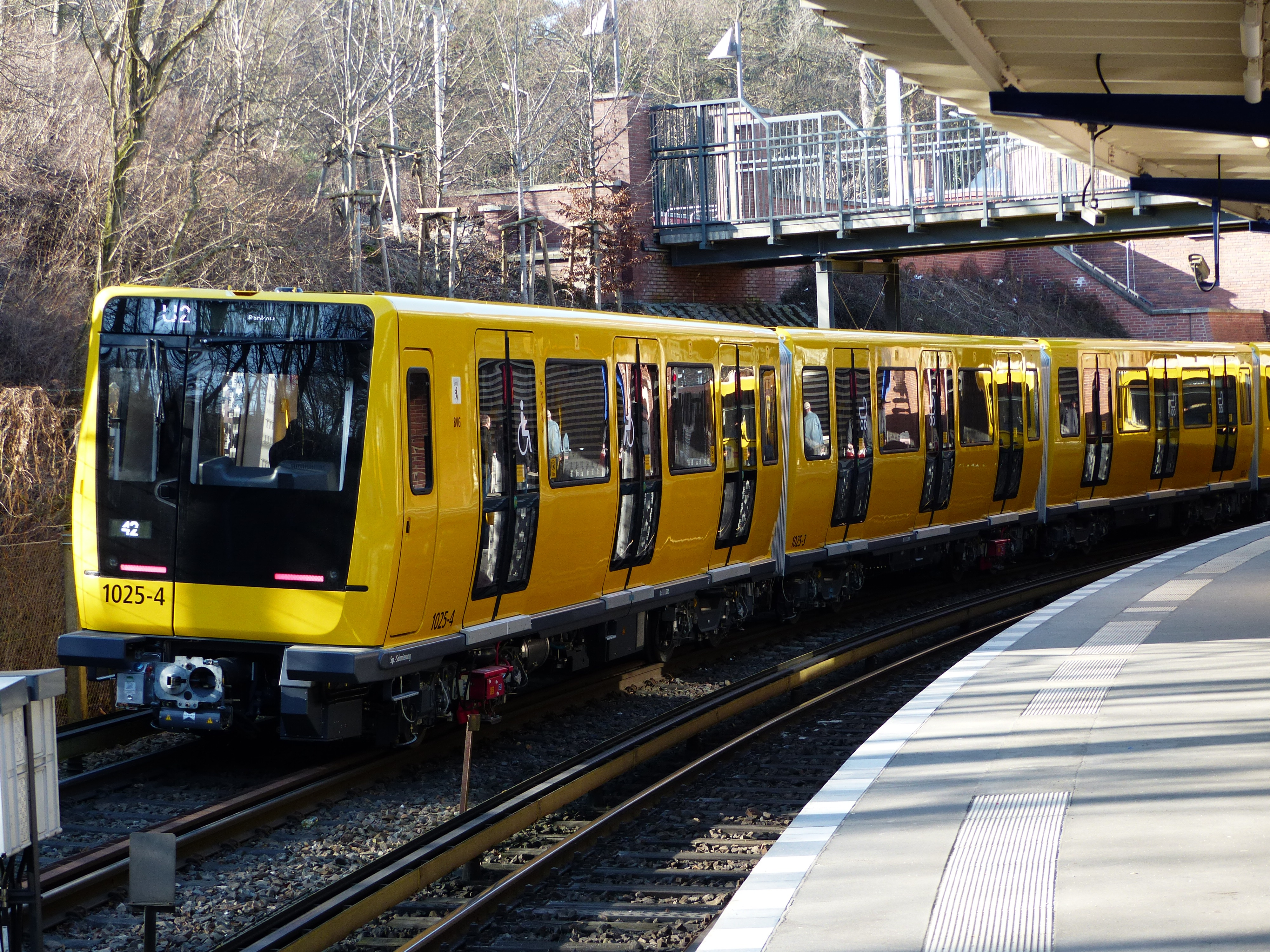
Une rame IK à la station Olympia-Stadion (février 2015).

Les rames IK du métro de Berlin sont des rames de métro récentes destinées à remplacer les anciennes rames de la ligne  U1 (A3L71), arrivées en fin de vie. Deux prototypes ont été livrés à partir d'avril 2014 pour effectuer des tests. En septembre 2015 les deux rames ont rejoint la ligne U1 en exploitation commerciale. Au total quarante rames de quatre voitures (prototypes inclus) remplacent les anciennes entre décembre 2017 et novembre 2018.

## Caractéristiques techniques
Les rames de quatre voitures mesurent 51,64 m, soit 12,9 m par voiture. Ce sont des rames à petit gabarit (2,40 m pour 3,21 m). Elles ont un écartement ferroviaire normal (1435 mm), comme le reste du réseau. Leur vitesse maximale est de 70 km/h. Chaque rame possède 72 à 80 places assises et 258 debout, selon le seuil de confort.